# Flavia Wasserfallen

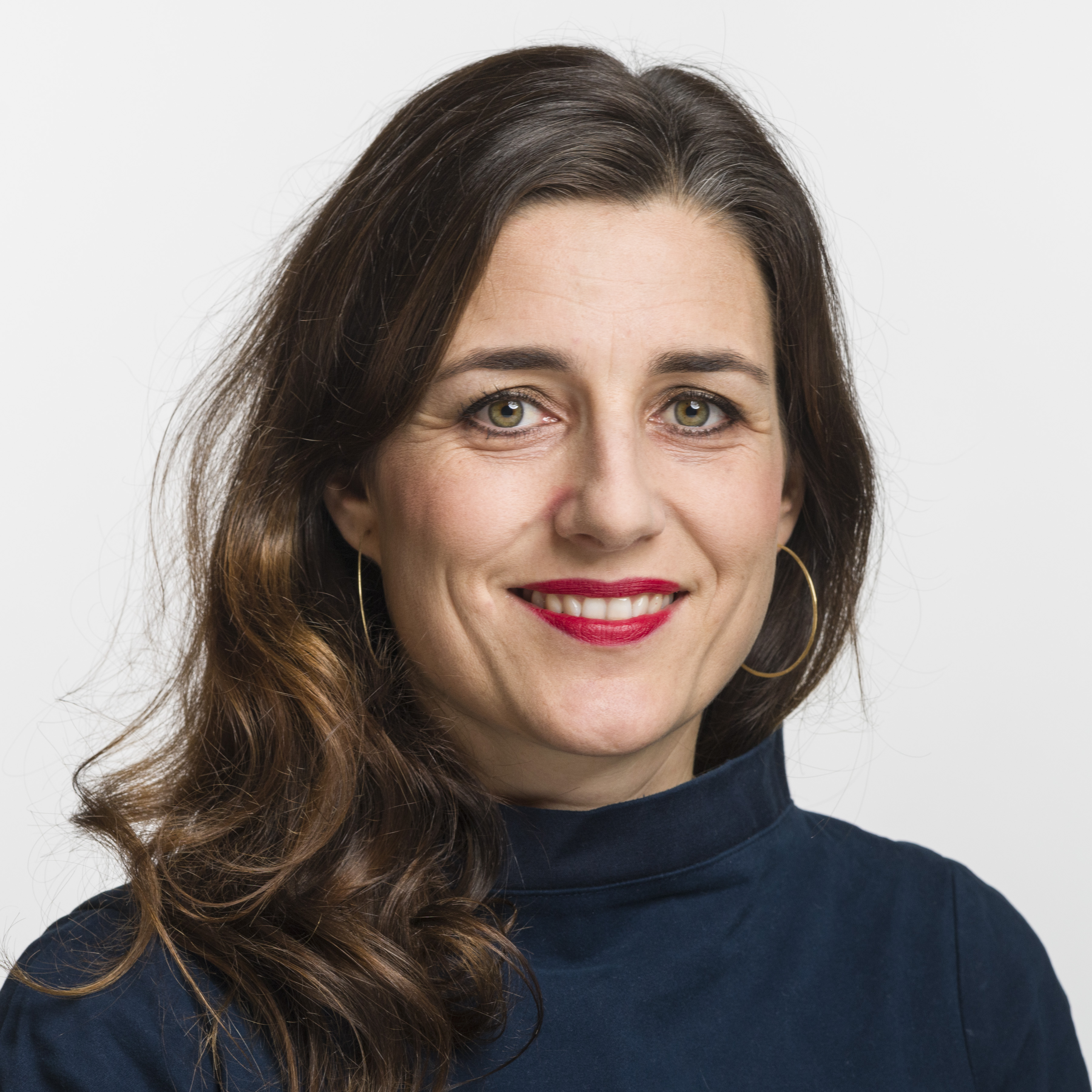
Flavia Wasserfallen (2019)

Flavia Alessandra Wasserfallen (* 7. Februar 1979 in Bern) ist eine Schweizer Politikerin (SP). Seit 2023 ist sie Ständerätin, zuvor war sie seit 2018 Nationalrätin.

## Leben und Beruf
Flavia Wasserfallen ist in Hinterkappelen, Gemeinde Wohlen bei Bern, aufgewachsen und absolvierte 1998 die Matura Typus B am Gymnasium Bern-Neufeld. Sie studierte Politikwissenschaft, Volkswirtschaft und Medienwissenschaft an der Universität Bern und schloss das Studium 2007 mit dem Lizenziat ab. In einem Austauschsemester studierte sie zudem an der Universität Bologna mit Schwerpunkt Europapolitik. 
Nach dem Studium arbeitete sie als Mitarbeiterin in der Sektion Bundesrats- und Parlamentsgeschäfte im Bundesamt für Energie (BFE). Parallel zu ihrer beruflichen Tätigkeit gründete Wasserfallen den Biogemüseabonnements-Anbieter bioabi.ch.
Seit 2024 ist sie Stiftungsratspräsidentin von Swisstransplant.
Flavia Wasserfallen ist verheiratet, Mutter von drei Kindern und lebt mit ihrer Familie in Bern.

## Politik
Flavia Wasserfallen gehörte von 2002 bis 2012 dem Grossen Rat des Kantons Bern an. Von 2006 bis 2010 amtete sie als Vizepräsidentin der Sozialdemokratischen Fraktion. Zudem war sie von 2010 bis 2012 Co-Präsidentin der SP Stadt Bern. Am 23. Juni 2012 wurde sie in Basel von den SP-Delegierten zusammen mit Leyla Gül zur Co-Generalsekretärin der SP Schweiz gewählt. Die beiden Generalsekretärinnen leiteten das Zentralsekretariat der SP Schweiz bis Ende März 2018.
Am 29. Mai 2018 wurde Wasserfallen als Nationalrätin vereidigt. Sie folgte auf Evi Allemann, die in den Berner Regierungsrat gewählt worden war. 2022 wurde sie von der SP des Kantons Bern als Ständeratskandidatin für die Schweizer Parlamentswahlen 2023 nominiert, wo sie die Nachfolge von Hans Stöckli antreten soll. Nachdem sie am 22. Oktober 2023 im 1. Wahlgang als bestplatzierte abschnitt, jedoch niemand das absolute Mehr erreichte und sich anschliessend alle berechtigten Kandidaten für den 2. Wahlgang zurückgezogen, wurde Wasserfallen in stiller Wahl in den Ständerat gewählt.